# Steenokkerzeel
Steenokkerzeel ist eine Gemeinde im nordwestlichen Teil des Dijlelandes in der Provinz Flämisch-Brabant im Königreich Belgien. Diese Gemeinde in Flandern hat 12.663 Einwohner (Stand 1. Januar 2024) und befindet sich am nordöstlichen Rand des Großraums Brüssel. Sie besteht aus dem Hauptort und den beiden Ortsteilen Melsbroek und Perk.
Steenokkerzeel gelangte zu gewisser Bekanntheit als Aufenthaltsort der letzten österreichischen Kaiserin Zita von Bourbon-Parma, die mit ihrer Familie (u. a. Otto von Habsburg) von 1929 bis zum Beginn des Zweiten Weltkriegs hier im Exil lebte.
Das Stadtzentrum von Brüssel liegt ca. 12 Kilometer südwestlich, Löwen 13 km östlich und Mechelen 13 km nördlich.
Die nächsten Autobahnabfahrten befinden sich bei Sterrebeek an der A 3/E 40 und bei Machelen und Vilvoorde am Brüsseler Autobahnring.
In Kortenberg, Nossegem und Vilvoorde befinden sich die nächsten Regionalbahnhöfe.
Der in unmittelbarer Nähe der Gemeinde gelegene Flughafen Brüssel National ist ein Flughafen von internationaler Bedeutung.

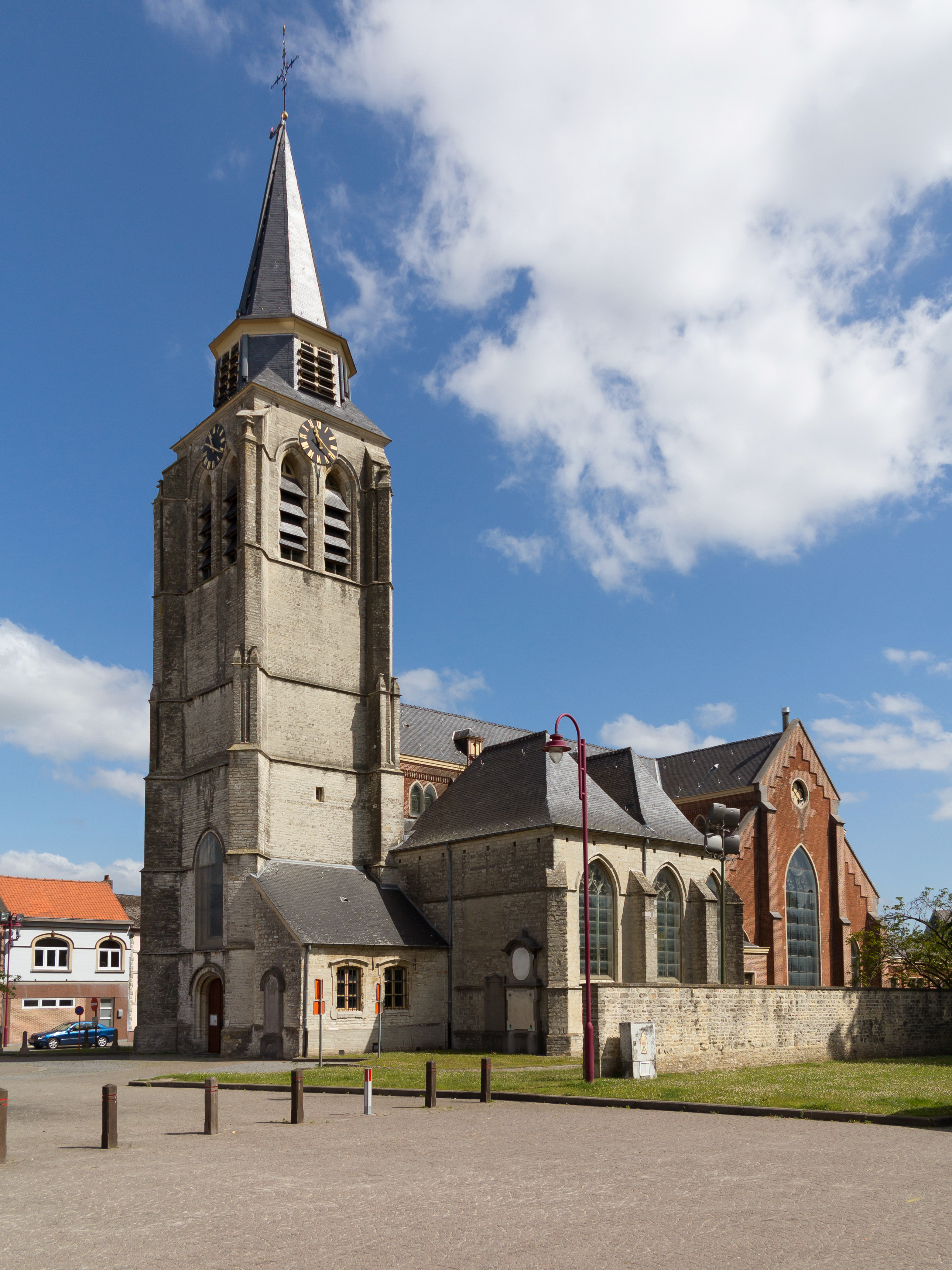
Die Sint-Rumolduskerk in Steenokkerzeel
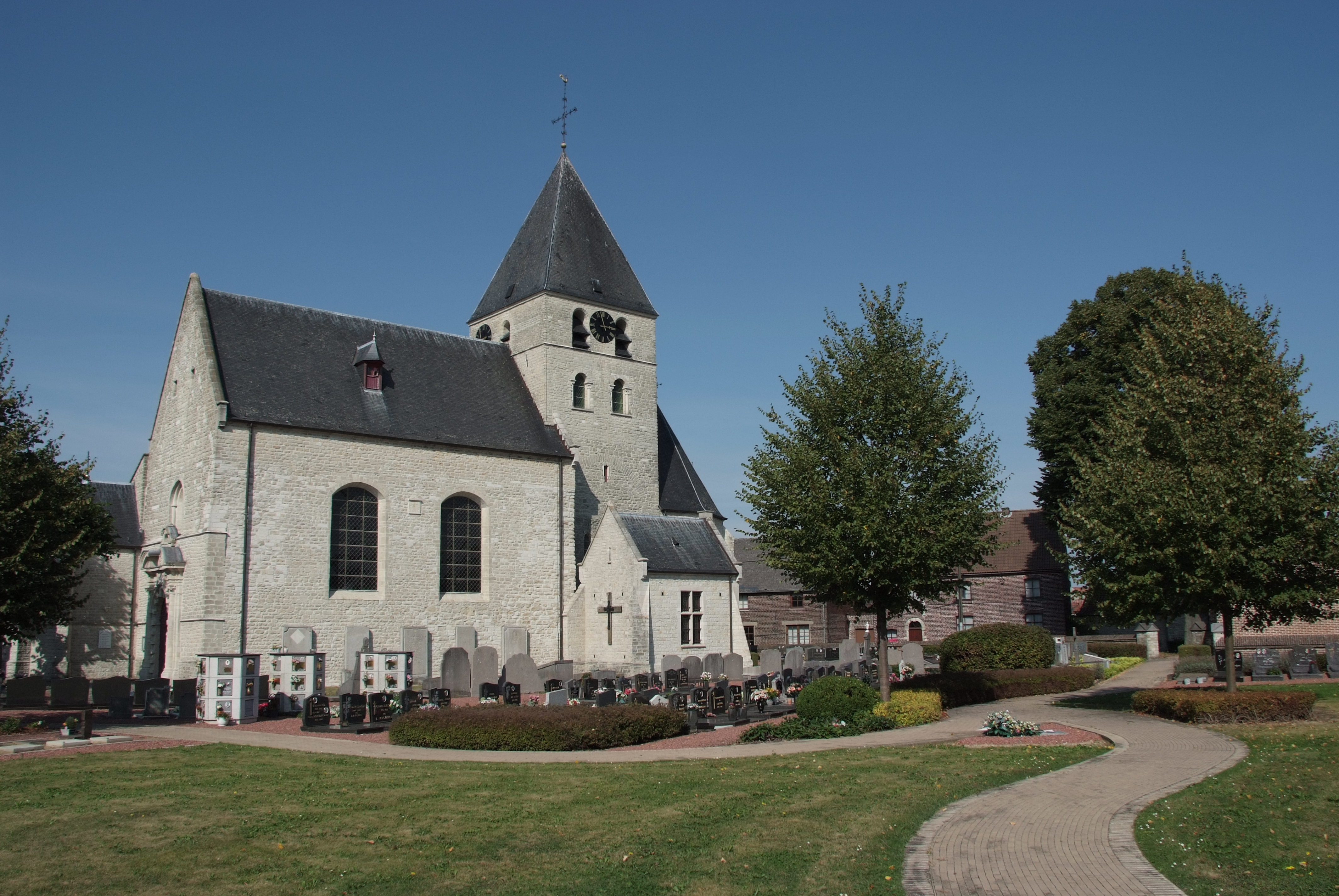
Die Sint-Katharinakerk in Steenokkerzeel
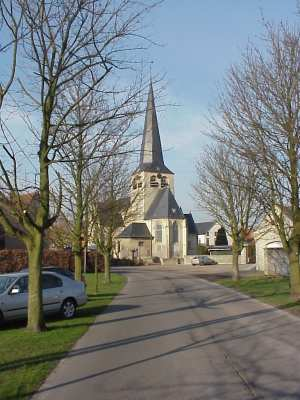
Kirche im Ortsteil Perk